# Sara González
Sara González Gómez (Marianao, 13 de julio de 1949 o 1951 - La Habana, 1 de febrero de 2012) fue una cantante cubana.
En la década de 1960 realizó estudios de viola en el Conservatorio Amadeo Roldán. Se graduó de la Escuela Nacional de Instructores de Arte donde además ejerció como profesora de guitarra y solfeo. 
Fue fundadora del Movimiento de la Nueva Trova y uno de sus principales exponentes. Perteneció además al Grupo de Experimentación Sonora del ICAIC, bajo la dirección de Leo Brouwer, donde realizó estudios de composición, armonía y orquestación. Produjo música para cine, televisión y radio además de participar en varios discos colectivos junto a otras figuras del Movimiento de la Nueva Trova y en el GES. Fue pareja de la pintora Diana Balboa.
Durante su formación, se interesó por la dimensión emocional del sonido, y según allegados, llegó a escribir breves poemas personales durante esta etapa 
Sara González  compartió el escenario con Silvio Rodríguez, Pablo Milanés, Augusto Blanca, Joan Manuel Serrat, Chico Buarque, Mercedes Sosa, Soledad Bravo, Daniel Viglietti, Pete Seeger, Roy Brown, Pedro Guerra, Beth Carvalho, Liuba María Hevia, Anabell López, Marta Campos y Heidi Igualada entre otros artistas.
En 1973 compuso Girón, la victoria, un homenaje a la victoria de Invasión de Bahía de Cochinos abril de 1961. En su discografía se encuentran los títulos: Versos sencillos de José Martí (1975), Cuatro cosas (1982), Con un poco de amor (1987), Con apuros y paciencia (1991), Si yo fuera mayo (1996) y Mírame (1999).
En diciembre de 2006 se presentó en el Segundo Encuentro Iberoamericano de las Lenguas, en la Villa de Cempoala.
Murió de cáncer el 1 de febrero de 2012.